# 高善德 (高纬之子)
高善德（?—?），渤海郡蓨縣（今河北景縣）人，北齊后主高纬第三子。
高善德直到北齐亡国时没有封王，北齐灭亡后，周武帝以任城王高湝已下大小三十王归长安，高善德也在其中，皆有封爵。其后没有被杀的散配西土，死在边地。